# エレーナ・ウェンク・ホエンゲン
エレーナ・ウェンク・ホエンゲン（Helena Wenk Hoengen、2005年2月11日 - ）は、ブラジルの女子バレーボール選手。ポジションはアウトサイドヒッター。ブラジル代表。

## 来歴
- クラブチーム

ジョインヴィレ出身。ユースカテゴリークラブでのプレーを経て2022年6月、正式にレクソーナ・アデスのメンバーに加入した。2023/24シーズンのブラジル・スーパーリーガでは3位となった。
- 代表チーム

アンダーカテゴリーの代表として、2022年にU-20南米選手権では金メダルを獲得し、MVPとベストアウトサイドヒッター賞を受賞した。2023年8月、U-21世界選手権に出場し銅メダルを獲得した。2024年、シニア代表に初選出され、同年5月のネーションズリーグに出場した。

## 球歴
- ネーションズリーグ - 2024年

## 所属クラブ
- レクソーナ・アデス（2022-）